# Japón en la Copa Mundial de Rugby de 1999
La Selección de rugby de Japón fue uno de los 20 participantes de la Copa Mundial de Rugby de 1999 que se realizó en Gales.
Fue la cuarta participación de los Cherry Blossoms en la Copa Mundial de Rugby.

## Plantel
| Nombre                   | Posición       | Club                   |
| ------------------------ | -------------- | ---------------------- |
| Toshikazu Nakamichi (c.) | hooker         | Kobe Steel Rugby Club  |
| Masahiro Kunda           | hooker         | Toshiba                |
| Kohei Oguchi             | pilar          | Ricoh                  |
| Shin Hasegawa            | pilar          | Suntory                |
| Masaaki Sakata           | pilar          | Suntory                |
| Naoto Nakamura           | pilar          | Suntory                |
| Naoya Okubo              | segunda línea  | Suntory                |
| Yoshihiko Sakuraba       | segunda línea  | Nippon Steel Kamaishi  |
| Hiroyuki Tanuma          | segunda línea  | Ricoh                  |
| Yasunori Watanabe        | segunda línea  | Toshiba                |
| Greg Smith               | ala            | Toyota Motors          |
| Ryuji Ishi               | ala            | Toyota Motors          |
| Jamie Joseph             | ala            | Sanix                  |
| Takeomi Ito              | ala            | Kobe Steel             |
| Hajime Kiso              | Número 8       | Ritsumeikan University |
| Rob Gordon               | Número 8       | Toshiba                |
| Graeme Bachop            | medio scrum    | Sanix                  |
| Wataru Murata            | medio scrum    | Aviron Bayonnais       |
| Keiji Hirose             | medio apertura | Toyota Motors          |
| Kensuke Iwabuchi         | medio apertura | Kobe Steel             |
| Andrew McCormick         | centro         | Toyota Motors          |
| Ryohei Miki              | centro         | Ryukoku University     |
| Yukio Motoki             | centro         | Kobe Steel             |
| Akira Yoshida            | centro         | Kobe Steel             |
| Patiliai Tuidraki        | wing           | Toyota Motors          |
| Tsutomu Matsuda          | Wing           | Toshiba                |
| Daisuke Ohata            | wing           | Kobe Steel             |
| Terunori Masuho          | wing           | Kobe Steel             |
| Takafumi Hirao           | zaguero        | Kobe Steel             |

## Participación

#### Grupo D
| Equipo    | Gan. | Emp. | Per. | A favor | En contra | Puntos |
| --------- | ---- | ---- | ---- | ------- | --------- | ------ |
| Gales     | 2    | 0    | 1    | 118     | 71        | 7      |
| Samoa     | 2    | 0    | 1    | 97      | 72        | 7      |
| Argentina | 2    | 0    | 1    | 83      | 51        | 7      |
| Japón     | 0    | 0    | 3    | 36      | 140       | 0      |
| 3 de octubre | Samoa | 43 - 9 | Japón | Racecourse Ground, Wrexham |  |

| 9 de octubre | Gales | 64 - 15 | Japón | Millennium Stadium, Cardiff |  |

| 16 de octubre | Argentina | 33 - 12 | Japón | Millennium Stadium, Cardiff |  |